# Didier Schaub
Didier Schaub (Nizza, 20 agosto 1952 – Parigi, 11 novembre 2014) è stato un critico d'arte francese naturalizzato camerunese.
È stato curatore, esperto di arte contemporanea della regione centrale africana e cofondatore e direttore artistico dell'organizzazione culturale Doual'art con sede a Douala in Camerun. 
È stato direttore artistico di SUD-Salon Urbain de Douala nel 2007; presidente della giuria al Simposio Internazionale della Scultura Monumentale di Libreville nel 2005; curatore della mostra Créateurs Contemporains d'Afrique Centrale parallela alla Biennale di Dakar del 2002 e membro della giuria internazionale della Biennale di Dakar nel 2004.
Dal 2000 al 2003 è stato a capo del dipartimento di Arte contemporanea del programma europeo per il sostegno alla cultura dell'Africa centrale.
Ha curato numerosissime esposizioni di artisti camerunesi e centrafricani - particolarmente significative le personali di Koko Komégné e Joseph-Francis Sumégné - e ha commissionato interventi site-specific nella città di Douala dal 1991.